# Малкехи, Джон
Джон Джозеф Фрэнсис Малкехи (англ. John Joseph Francis Mulcahy; 20 июля 1876, Нью-Йорк, Нью-Йорк — 19 ноября 1942, Нью-Йорк, Нью-Йорк) — американский гребец, чемпион и серебряный призёр летних Олимпийских игр 1904.

## Биография
На Играх 1904 в Сент-Луисе Малкехи участвовал в парных соревнованиях вместе со своим соотечественником Уильямом Варли. Вместе они стали чемпионами среди парных двоек (с результатом 10:03,2) и серебряными призёрами среди двоек без рулевых.
В 1956 году зачислен в Зал Славы Ассоциации Гребли США.